# 百事清檸
百事清檸（Pepsi Twist）是百事公司推出的一款檸檬口味可樂飲料。百事清檸於2000年7月12日在美國上市，此後在2001年6月12日恢復上市至2006年夏季。百事清檸亦曾在英國上市。